# Chim chuột mặt đỏ
Chim chuột mặt đỏ, tên khoa học Urocolius indicus, là một loài chim trong họ Coliidae.

## Hình ảnh

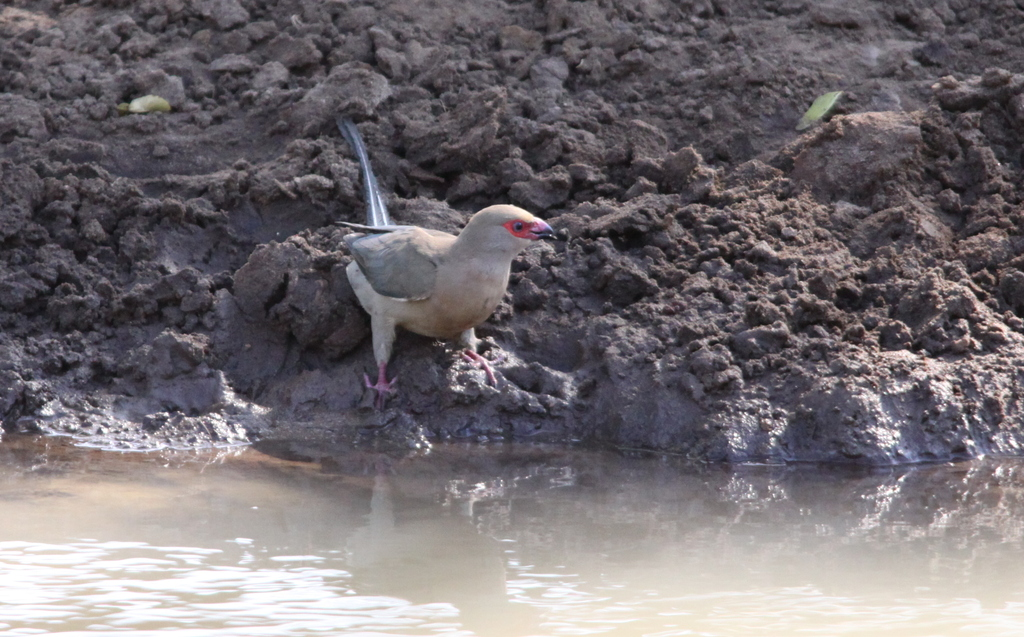
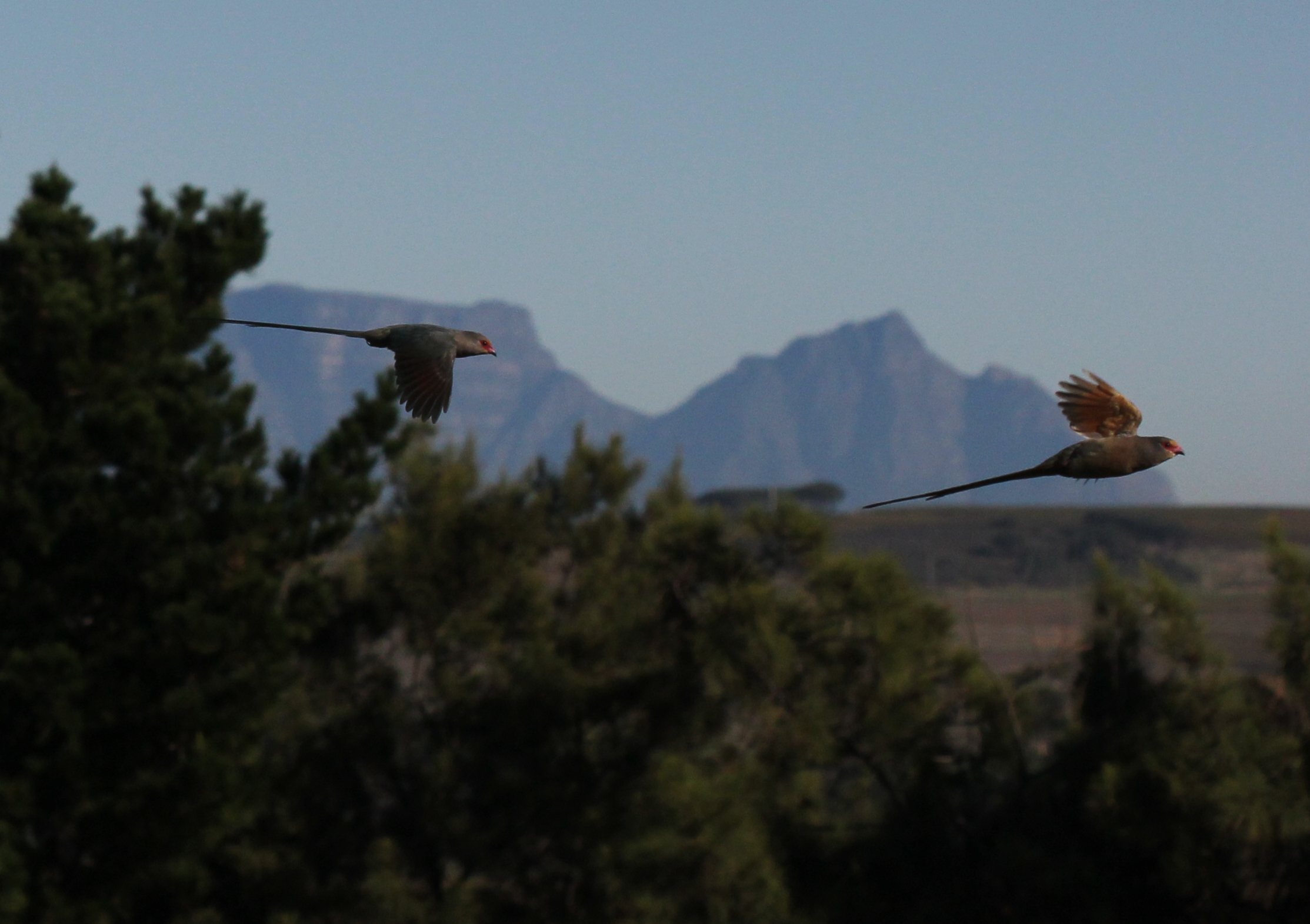
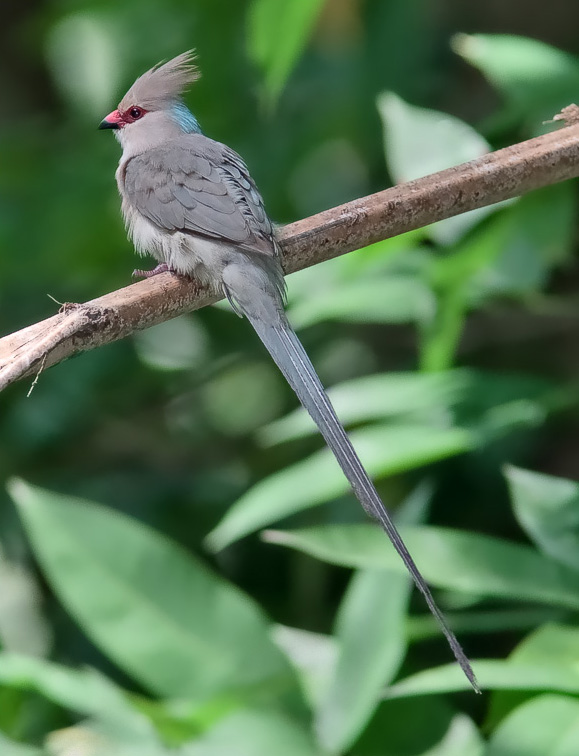